# Атанасов, Иван (хоккеист)
Иван Атанасов (болг. Иван Атанасов, родился 30 апреля 1952, София, Народная Республика Болгария) — болгарский хоккеист, игравший на позиции левого нападающего. Выступал за софийский «Левски». В составе сборной Болгарии — участник Зимних Олимпийских игр 1976 года, провёл 5 матчей группового этапа и один квалификационный матч на Олимпиаде (все их Болгария проиграла). Забросил по шайбе в ворота Швейцарии (3:8) и Японии (5:7), а в игре против Югославии (5:8) отметился голевой передачей на Илию Бочварова (33:31). Заработал два двухминутных удаления (4 минуты штрафа). Участник чемпионатов мира в группе B в 1976 году, в группе C в 1972, 1973, 1974, 1975, 1977, 1978 и 1981 годах.
Старший брат хоккеиста Малина Атанасова, нападающего, также игравшего на Олимпиаде 1976 года.